# Wat Chiang Man
Chùa Chiang Man là một ngôi chùa tại thành phố Chiang Mai, Thái Lan. Đây là ngôi chùa lâu đời nhất tại Chiang Mai, được xây vào khoảng thế kỷ 13. Nó thậm chí còn nhiều tuổi hơn cả thành phố này. Vua Mengrai đã đến sống tại đây trong khi chờ thủ phủ xây dựng xong.

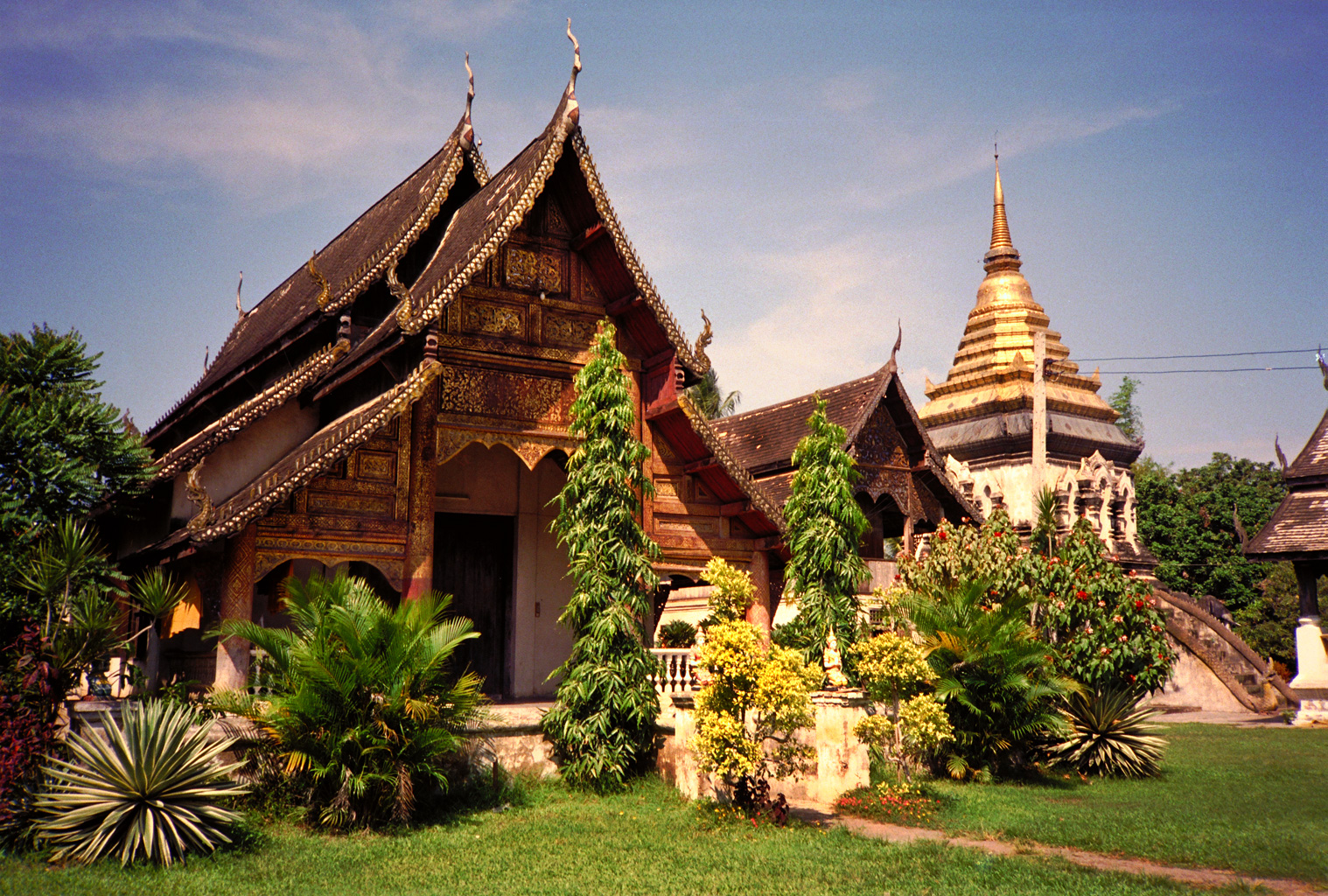
Bên ngoài Wat Chiang Man

## Mô tả

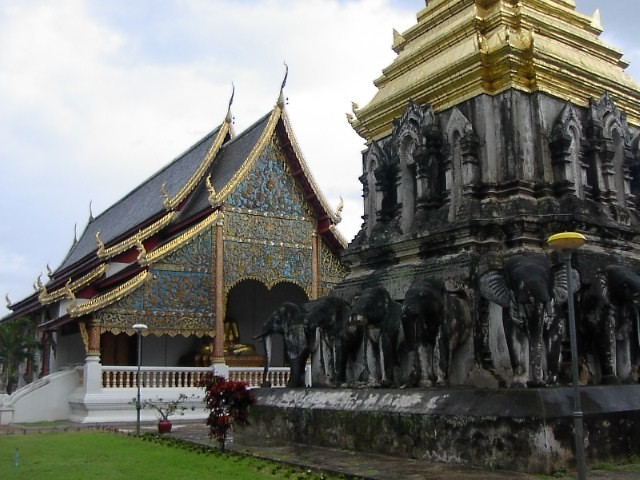
Wat Chiang Man nổi tiếng bởi bề dày lịch sử của nó

Ngôi chùa nổi tiếng với bức tượng Phật pha lê Phra sae Tang Kamani. Trước đây đã có một cuộc chiến tranh tranh giành đức phật bằng pha lê. Vì thế kể từ khi giành lại được bức tượng này vào năm 1380 thì hàng năm, vào ngày 1 tháng 4, người dân Chiang Mai tổ chức một buổi lễ kỷ niệm sự kiện này.
Một bức tượng khác cũng làm nên sự nổi tiếng của ngôi chùa này là tượng Phật bằng đá Phra Sila, chạm khắc vào năm 900 tại Ấn Độ.
Truyền thuyết cho rằng thành phố nào sở hữu cả hai tượng Phật trên sẽ trở nên thịnh vượng. Tuy nhiên để lời cầu ước trở lên linh nghiệm thì thành phố phải có tượng Phật Phra Sigh. Các tượng Phật này được tin là có khả năng đáp ứng lời cầu mưa của người dân.
Vẻ đẹp của ngôi chùa còn được khắc họa ở hình ảnh 15 con voi quay về các hướng, ở tượng Phật đứng cao tuổi nhất vương quốc Lanan Thai (542 năm) và ở bản khắc đá gần cửa phòng lễ thụ chức. Bản khắc đá kể về lịch sử của thành phố, về đế chế Lanna Thai và những người có công đóng góp cho ngôi chùa.

## Giá trị
Ngôi chùa có giá trị về mặt du lịch rất lớn mà ít du khách biết đến, đông nhất vẫn là khách hành hương. Đây còn là nơi các học sinh tiểu học Thái Lan thường đến sinh hoạt ngoại khóa để nghe các vị sư trong chùa nói về lịch sử Phật giáo và lịch sử thành phố Chiang Mai.